# Айше-хатун (дружина Селіма I)
Айше-хатун (тур. Ayşe Hatun) — донька кримського хана Менглі I Герая; дружина послідовно шехзаде Мехмеда, сина османського султана Баязида II, і султана Селіма I.

## Біографія
Народилася в Бахчисараї. Айше була донькою кримського хана Менґлі I Ґерая. До 1504/1505 або до березня 1507 року Айше була видана заміж за шехзаде Мехмеда, сина османського султана Баязида II, від якого вона народила сина Алемшаха і дочку Фатьму (пом. 1556). Шехзаде Мехмед помер у 1504/1505 роках або був страчений у 1507 році.
В 1511 році Айше стала дружиною майбутнього султана Селіма I; шлюб був укладений без згоди султана Баязида II.